# Menecina tunicula
Menecina tunicula är en fjärilsart som beskrevs av Felder 1874. Menecina tunicula ingår i släktet Menecina och familjen nattflyn. Inga underarter finns listade i Catalogue of Life.